# Llupia
Llupia en francés y oficialmente, Llupià en catalán, es una  localidad y comuna francesa, situada en el departamento de Pirineos Orientales, región de Languedoc-Rosellón y comarca histórica del Rosellón, en una zona tradicionalmente vinícola.
Sus habitantes reciben el gentilicio de llupianenc en francés y en catalán.

## Geografía

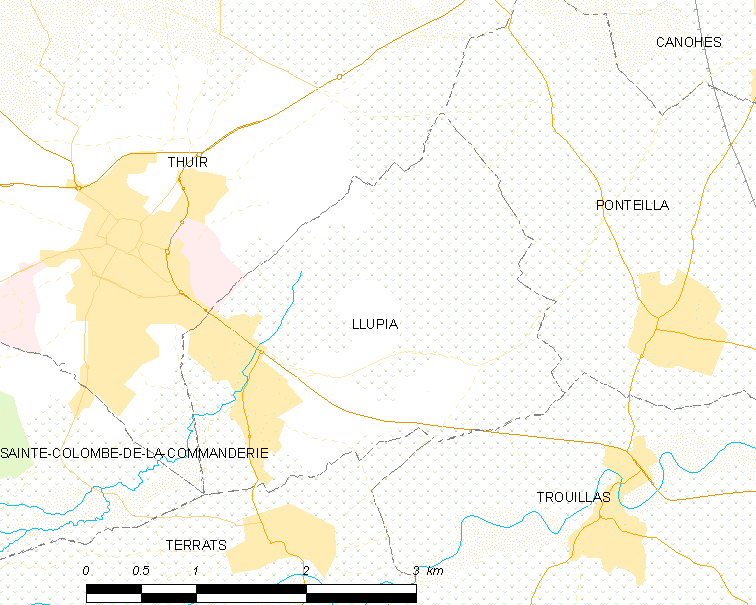
Situación de Llupia

## Demografía
| 277 | 282 | 399 | 931 | 1253 | 1734 |
| Para los censos de 1962 a 1999 la población legal corresponde a la población sin duplicidades (Fuente: INSEE [Consultar]) |     |     |     |      |      |